# Simon Miklós (orvos)
Simon Miklós (Nagyrőcze, Gömör és Kishont vármegye, 1916. május 11. – Szeged, 2007. június 25.) Széchenyi-díjas magyar orvos, bőrgyógyász, egyetemi tanár.

## Kutatási területe
A bőrtuberkulózis patogenezise, fénybetegségek és fényvédők, a porphyrinopathiák patogenezise, klinikai immunológia. A funkcionális dermatológiai kutatások egyik úttörője volt hazánkban és nemzetközi szinten. Orvostörténeti kutatásokat is végzett.

## Életpályája
Pedagógus családban látta meg a napvilágot; középiskolai tanulmányokat Miskolcon és Sárospatakon folytatott. 1934-ben érettségizett. Orvostudományi tanulmányokat a debreceni Tisza István Tudományegyetemen folytatott 1934-től 1943-ig; tanulmányait a második világháború zavarta meg, két évig katonáskodott. Orvosi diplomáját 1943-ban szerezte meg. A debreceni Orvosi Karon dolgozott és kutatott az anatómiai és a patológiai intézetben. Szakorvosi vizsgát tett 1946-ban bőr- és nemibetegségek szakterületen.
Két tárgykörben kutatott, az egyik: a fény által okozott bőrbetegségek és ezek gyógyulását elősegítő fényvegyületek, a másik: a Tiszántúl tbc-s fertőzöttségének bőr-tbc-s kórformáit vizsgálta; ez utóbbi témakörből írta és védte meg kandidátusi disszertációját 1958-ban. Kutatásainak gyakorlati eredménye is mutatkozott: a Tiszántúl súlyos, szövődményes bőr-tbc-s betegeit meggyógyította vagy tünetmentessé tette. 1965. február 24-én kinevezték a Szegedi Orvostudományi Egyetem Bőr- és Nemikórtani Klinikájának élére tanszékvezető egyetemi tanárnak. Most már a kutatás és a gyógyítás mellett az oktatás is feladatává vált.
Kiváló intézményszervezőnek bizonyult. Új, kiváló képességű orvosokat vett fel, új kezelési módokat vezetett be, új laboratóriumokat alakított ki. Új kezelőt és műtőt kapott az Égésplasztikai Osztály. Kutatás kapcsán a Debrecenben elkezdett témát folytatták, a prophyrinopathiák patogenezisét vizsgálták fizikusok, kémikusok és szakbiológusok bevonásával. 1967-ben a klinikai immunológia alapjait is lerakták, Simonnak Dobozy Attilával és Húsz Sándorral elsőként sikerült a világon immunológiai in vitro módszerrel a sarcoidosist a tuberkulózis valamennyi formájától elkülöníteni, a gyógyszerallergiát kutatni. Ebből a témakörből írta Simon akadémiai nagydoktori disszertációját Porphrya cutanea tarda pathogenezis címen, amelyet 1982-ben védett meg. Elérte a DSc tudományos fokozatot.
Tudományos szakcikkeit főleg német nyelven adta közre; leginkább német nyelvterületen voltak széles körű nemzetközi kapcsolatai. Vendégprofesszor volt 1972-ben két hónapig Amszterdamban, gyakran adott elő ausztriai, németországi egyetemeken. A Bőrklinika által évente megrendezett vándorgyűlések is sok jeles külföldi kutatót vonzottak.
Simon Miklós itthoni és külföldi bőrgyógyászati szakfolyóiratoknál vállalt szerkesztőbizottsági tagságot, köztük Bőrgyógyászati és Venerológiai Szemle (1964–), Berufsdermatosen (1972–), Zentralblatt für Haut- und Geschlechtskrankheiten sowie deren Grenzgebiete (1973–1992), Hautartz (1976–1989), Dermatologische Monatschrift (1985–1990). A Magyar Dermatológiai Társaságnak 1968-tól vezetőségi tagja, majd elnöke (1979–1983), 1996-tól örökös tiszteletbeli elnöke. 14 külföldi dermatológiai és immunológiai társaság választotta tiszteletbeli vagy levelező tagjának. Tagja volt itthon a Bőrgyógyászati Szakmai Kollégiumnak (1977–1987), az MTA Klinikai Szakbizottságának (1978–1987).
1986-ban nyugdíjazták, 1991-ben emeritálták. 2007-ben érte a halál; a szegedi Belvárosi temetőben nyugszik.

## Művei (válogatás)
- Die Rolle der peripheren Lymphknoten in der Pathogenese der Tuberkulide. Hautarzt, 1959.
- Beiträge zu den biologischen Eigenschaften des Mycobacterium tuberculosis auf Grund der Empfindlichkeit der Lupus-Stämme. G. Berencsivel. Arch. Klin. Exp. Derm. 1966.
- Mykrobakterienbefunde bei den sog. Tuberkuliden XIII. Congressus Internationalis Dermatologiae, München, 1967. Berlin, 1967. Springer. 1312–1314. p.
- Gyakorlati bőr- és nemigyógyászat. Társszerzőkkel. Budapest : Medicina, 1971. 106 p.
- H³-Tymidin-markierte Lymphozytentransformation in vitro bei Lungen- und Hauttuberkulose sowie Sarkoidosis. Társszerzőkkel. Minerva Derm. 1971.
- Ist der Lupus miliaris disseminatus tuberkulöser Ätiologie? Hautarzt, 1975.
- The role of damages in cellular membrane structures in the development of porphyria cutanea tarda. Társszerzőkkel. Porphyrins in Human Diseases. Ist International Porphyrin Meeting, Freiburg, 1975. Bázel, 1976. Karger. 432–437. p.
- Hepato-erythropoetic porphyria presenting as sclerodermaand acrosclerosis in a sibling pair. Társszerzőkkel. Br. J. Dermatol. 1977.
- Zur Pathogenese des Lichen ruber planus : Vergleichende immunpathologische Untersuchungen vor und nach aromatischer Retinoid- und Photochemotherapie. Bázel : Roche, [1987]. X, 65 p. ISBN 3-88878-044-6
- Klinische und zytogenetische (SCE) Untersuchungen bei Lypodystrophia totalis und Cockayne-Syndrom. Társszerzővel. Zbl. Haut- u. Geschl.-Kr. 1988.
- Orvosi szófejtő szótár. Visy Józseffel. Szeged, 1990. 296 p.[3]

## Kitüntetései (válogatás)
- Érdemes orvos (1953)
- Kiváló Orvos (1975)
- DOTE Pro Universitate (1976)
- Orvosi Akadémia Emlékérme, Kublin (1976)
- Kaposi Mór-emlékérem (1979)
- Rajka Ödön-emlékérem (1980)
- Jancsó Miklós–emlékérem (1984)
- Károly Egyetem-emlékérme, Prága (1984)
- Munka Érdemrend, arany fokozat (1986)
- Amszterdami Egyetem emlékérme (1986)
- SZOTE Pro Universitate (1989)
- Szolgálati Érdemrend Nagykeresztje (NSZK, 1991)
- Szent-Györgyi Albert-díj, (1991)
- Szegedért Alapítvány Tudományos Kuratóriumának díja, (1993)
- Eötvös József-koszorú (1994)
- Német Bőrgyógyász Társaság emlékérme (1996)
- Osztrák Bőrgyógyász Társaság, Hebra-emlékérem (1996)
- Szeged díszpolgára (1996)
- Széchenyi-díj (2001)
- Semmelweis-díj (2006)

## Külső hivatkozások
- A szegedi bőrgyógyászati és allergológiai klinika története
- Simon Miklós professzor
- Simon Miklós: Szodoray Lajos (1904–1980)